# تحصیل چیترال
تحصیل چیترال (به انگلیسی: Chitral Tehsil) یک تحصیل در پاکستان است که در خیبر پختونخوا واقع شده‌است. تحصیل چیترال ۳۰۰٬۰۰۰ نفر جمعیت دارد.